# Brachyuraniscus
Brachyuraniscus es un género extinto de sinápsido no-mamífero.